# C10H24N4
分子式C10H24N4（摩尔质量：200.32 g/mol）可以指：
- 四(二甲氨基)乙烯，CAS号：996-70-3
- 1,4,8,11-四氮杂环十四烷，CAS号：295-37-4

|  | 这个同类索引页列出了具有相同分子式的化学物（即同分異構體）条目。 除非您是有意链接至本页，否则应将相应条目的内部链接指向正确的条目。 |